# 原硅酸
原硅酸（H4SiO4）是二氧化硅（SiO2）的水合物。H4SiO4不稳定，容易分解成为偏矽酸（H2SiO3）。它可以在硅酸四乙酯的水解中生成。